# Тимирка
Тимирка — деревня в Тарском районе Омской области. Входит в состав Пологрудовского сельского поселения.

## История
Основана в 1896 г. В 1928 г. деревня Новогеоргиевская состояла из 56 хозяйств, основное население — белоруссы. В составе Атирского сельсовета Знаменского района Тарского округа Сибирского края.

## Население
| 1926 | 2002 | 2010 |
| ---- | ---- | ---- |
| 330  | ↘160 | ↘80  |

## Инфраструктура
В селе действуют средняя школа, отделение почты, краеведческий музей.